# Буронцо
Буронцо (итал. Buronzo) — коммуна в Италии, располагается в регионе Пьемонт, в провинции Верчелли.
Население составляет 950 человек (2008 г.), плотность населения составляет 38 чел./км². Занимает площадь 25 км². Почтовый индекс — 13040. Телефонный код — 0161.
Покровителем коммуны почитается святой Авундий, празднование в последний понедельник августа. 

## Демография
Динамика населения:

## Администрация коммуны
- Официальный сайт: